# فهرست سفیران ایران در ازبکستان
پس از فروپاشی اتحاد جماهیر شوروی سوسیالیستی و استقلال جمهوری ازبکستان، ایران روابط رسمی را با این کشور برقرار کرد.
- سید محمدموسی هاشمی گلپایگانی (۱۳۷۰–۱۳۷۴)
- محسن پاک‌آیین (۱۳۷۴–۱۳۷۸)
- حسین نراقیان (۱۳۷۸–۱۳۸۲)
- محمد فتحعلی (۱۳۸۲–۱۳۸۷)
- محمد کشاورززاده (۴ اردیبهشت ۱۳۸۷–۱۳۹۱)
- علی مرداتی‌فر (مهر ۱۳۹۱–۱۳۹۴)
- بهمن آقارضی (۱۳۹۴–۱۳۹۸)
- حمید نیرآبادی (مهر ۱۳۹۸–۱۴۰۲)
- محمدعلی اسکندری (۱۴۰۲ تا اکنون)